# Elizabeth E. Arledge
Elizabeth E. Arledge ist eine US-amerikanische Offizierin der US Air Force, die seit 2021 als Brigadegeneral (Brigadier General) Mobilisierungsassistentin des Kommandeurs des Luftwaffen-Erhaltungszentrums AFSC (Air Force Sustainment Center) auf dem Luftwaffenstützpunkt Tinker Air Force Base ist. Sie verbrachte sechs Jahre im aktiven Dienst und arbeitete mit Atomwaffen, konventioneller Munition und Spezialflugzeugen, bevor sie 1998 zur Air Force Reserve kam.

## Leben

### Studium, Offiziersausbildung und Offizierin
Elizabeth E. Arledge begann nach dem Schulbesuch ein Studium der Pädagogik an der McNeese State University, das sie 1987 mit einem Bachelor of Science (BS Education) beendete. Nach dem Besuch der Offiziersausbildungsschule (Officer Training School) auf der Lackland Air Force Base wurde sie am 12. Februar 1992 zum Leutnant (Second Lieutenant) befördert. Sie war daraufhin zwischen dem 1. Februar 1992 und April 1994 verantwortliche Offizierin für das Munitionsdepot und Raketenwartung der zum 5. Bombergeschwaders (5th Bomb Wing) gehörenden 5. Instandhaltungsstaffel (5th Maintenance Squadron). Sie besuchte während dieser Zeit 1992 einen Kurs für Flugzeug- und Munitionswartungsoffiziere auf der Chanute Air Force Base sowie einen Kurs für Atomwaffenoffiziere auf der Lowry Air Force Base und wurde am 12. Februar 1994 zum Oberleutnant (First Lieutenant) befördert. Daraufhin fand sie zwischen dem 2. Mai 1994 und August 1995 Verwendung als verantwortliche Offiziere für Munitionsflüge der zum 36. Luftwaffenbasisgeschwaders (36th Air Base Wing) gehörenden 36. Instandhaltungsstaffel (36th Maintenance Squadron) auf der Andersen Air Force Base in Guam. Daraufhin war sie vom 3. August 1995 bis Juni 1995 Fliegerische Kommandeurin der 4. Flugzeuginstandsetzungseinheit (4th Aircraft Maintenance Unit) sowie verantwortliche Offizierin der 15. Flugzeuginstandsetzungseinheit (15th Aircraft Maintenance Unit) der 16th Aircraft Generation Squadron, die zum 16. Sonderoperationsgeschwader (16th Special Operations Wing) auf dem Militärflugplatz Hurlburt Field gehörten. 1995 schloss sie ein postgraduales Studium im Fach Soziale Beziehungen an der University of Oklahoma mit einem Master of Science (MS Human Relations) ab. Zwischenzeitlich war sie nach ihrer Beförderung zum Hauptmann (Captain) am 12. Februar 1996 zwischen Februar und Juni 1996 verantwortliche Offizierin für Munition, Instandhaltung und Zölle während der Operation Provide Comfort auf der Incirlik Air Base in der Türkei und absolvierte zudem 1996 die Staffeloffiziersschule (Squadron Officer School) auf der Maxwell Air Force Base. Sie verbrachte sechs Jahre im aktiven Dienst und arbeitete mit Atomwaffen, konventioneller Munition und Spezialflugzeugen, bevor sie 1998 zur Air Force Reserve kam.
Danach wechselte Elizabeth Arledge zwischen dem 4. Juli 1998 und Oktober 2000 als Instandhaltungsoffizierin zur 403. Instandhaltungsstaffel (403rd Maintenance Squadron) und als Kommandeurin der 403. Logistikunterstützungsstaffel (403rd Logistics Support Squadron), die beide zum 403. Luftgeschwader (403rd Air Wing) auf der Keesler Air Force Base gehörten. In dieser Verwendung erfolgte am 2. Juni 2000 ihre Beförderung zur Majorin. Sie war zwischen dem 5. März 2002 und Dezember 2003 erst Instandhaltungsoffizierin sowie daraufhin nach dem Besuch des Air Command and Staff College (ACSC) auf der Maxwell Air Force Base vom 6. Januar 2004 bis November 2005 Kommandeurin des 662. Kampflogistikunterstützungsgeschwaders (622nd Combat Logistics Support Squadron) auf der Robins Air Force Base. Während dieser Zeit wurde sie am 30. September 2004 zum Oberstleutnant (Lieutnenant Colonel) befördert. Als solche fungierte sie vom 8. Dezember 2005 bis November 2009 als Assistierende Chefinstandhaltungsingenieurin beim Chef für Logistikplanung und -programme beim stellvertretenden Chef der Logistikabteilung der 22. US-Luftflotte (Assistant Chief Maintenance Engineering, Chief, Logistics Plans and Programs, Deputy Chief, Logistics Division, Twenty-Second Air Force) auf der Dobbins Air Reserve Base. Während dieser Zeit war sie 2006 Absolventin des Air War College (AWC) auf der Maxwell Air Force Base.

### Oberst und Brigadegeneral
Elizabeth E. Arledge wurde am 7. Februar 2008 zum Oberst (Colonel) befördert. Am 9. Mai 2009 wechselte sie ins Hauptquartier der US Air Force ins Pentagon und war dort bis Mai 2013 Beraterin für Reserveangelegenheiten beim stellvertretenden Chef des Luftwaffenstabes für Logistik, Installationen und Einsatzunterstützung (Reserve Advisor to the Deputy Chief of Staff, Logistics, Installations and Mission Support). Danach war sie zwischen dem 10. Juni 2013 und Januar 2016 im Vereinigten Generalstab JCS (Joint Chiefs of Staff) politisch-militärische Beraterin in der Unterabteilung strategische Stabilität, strategische Planung und Politik (Political-Military Advisor, Deputy Directorate for Strategic Stability, Strategic Plans and Policy, Joint Staff J-5) sowie im Anschluss wiederum im Luftstab vom 11. Januar 2016 bis März 2017 Referentin für individuelle Mobilisierungssteigerung, Kernwaffen, Raketen und Munition in der Abteilung Logistik beim stellvertretenden Chef des Luftwaffenstabes für Logistik, Ingenieurwesen und Streitkräfteschutz (Individual Mobilization Augmentee, Nuclear Weapons, Missiles, and Munitions, Directorate of Logistics, Deputy Chief of Staff for Logistics, Engineering and Force Protection).
Danach blieb sie im Luftwaffenstab und fungierte zwischen dem 12. April 2017 und Januar 2020 als Mobilisierungsassistentin beim stellvertretender Chef des Luftwaffenstabes  für strategische Abschreckung und nukleare Integration (Mobilization Assistant to the Deputy Chief of Staff, Strategic Deterrence and Nuclear Integration). Während dieser Verwendung erfolgte am 12. Dezember 2018 ihre Beförderung zur Brigadegeneral (Brigadier General). Im Anschluss fungierte sie vom 13. Januar 2000 bis September 2021 als Mobilisierungsassistentin des Direktors für Logistik, Technik und Streitkräfteschutz im Hauptquartier des Luftmobilitätskommando (Mobilization Assistant to the Director, Logistics, Engineering and Force Protection, Headquarters Air Mobility Command) auf der Scott Air Force Base. Seit dem 14. Oktober 2021 ist sie Mobilisierungsassistentin des Kommandeurs des Luftwaffen-Erhaltungszentrums AFSC (Mobilization Assistant to the Commander, Air Force Sustainment Center) auf der Tinker Air Force Base. Das Air Force Sustainment Center ist Teil des Luftwaffenmaterialkommandos (Air Force Materiel Command) und beschäftigt insgesamt 40.000 Mitarbeitende auf der ganzen Welt und ist für Vermögenswerte in Höhe von 27,2 Milliarden US-Dollar verantwortlich, die einen Jahresumsatz von 17,6 Milliarden US-Dollar generieren. Das Kommando bietet globale Logistik- und Erhaltungsplanung, Operationen sowie Führung und Kontrolle, einschließlich agiler Softwareentwicklung und -erhaltung, Lieferkettenmanagement und -ausführung, Wartung, Modifikation, Reparatur und Überholung von Waffensystemen sowie kritische Erhaltung für die nuklearen Unternehmen der Luftwaffe und Marine.

## Auszeichnungen
Auswahl der Dekorationen, sortiert in Anlehnung an die Order of Precedence of Military Awards:
- Legion of Merit
- Defense Meritorious Service Medal (2×)
- Air Force Meritorious Service Medal (6×)
- Joint Service Commendation Medal
- Air Force Commendation Medal (2×)
- National Defense Service Medal
- Global War on Terrorism Service Medal
- Nuclear Deterrence Operations Service Medal
- Armed Forces Reserve Medal